# Ташелан
Ташела́н (бур. Ташалан — «склон») — село в Заиграевском районе Бурятии. Административный центр сельского поселения «Верхнеилькинское».

## География
Расположено преимущественно на правом берегу реки Ильки, в одном километре выше впадения речки Ташеланки, на Кижингинском тракте (часть региональной автодороги Улан-Удэ—Заиграево—Кижинга—Хоринск) в 15 км к востоку от села Новоильинска, с расположенной там ж/д станцией на Транссибирской магистрали, и в 51 км к юго-востоку от районного центра — пгт Заиграево.

## История
Основано по преданию в конце XVIII века семейскими — старообрядцами беспоповского толка из Тарбагатайской волости. В начале XIX века построена часовня, просуществовавшая до 1920-х годов. В 1820-х годах сюда переселились староверы Зубакины из Хасурты Хоринской степной думы. Село заселялось также крещёнными бурятами, часть из которых перешла в старообрядчество.
Позднее в Ташелане был основан миссионерский стан Забайкальской духовной миссии РПЦ, способствовавший переходу жителей в православие.
В 1866 году началось строительство церкви Иоанна Предтечи, открыта церковно-приходская школа. 23 мая 1871 года была освящена церковь Рождества Св. Великаго Пророка Предтечи и Крестителя Господня Иоанна. Здание церкви деревянное, на каменном фундаменте. Церковь строилась на средства Селенгинского купца I гильдии Александра Петровича Катышевцева. В селе было 16 дворов и около 90 жителей.
В период гражданской войны в Ташелане и окрестностях действовал партизанский отряд под командованием К. Г. Зубакина и Т. И. Пейко, воевавший в составе Уда-Илькинского фронта против семёновцев и японских интервентов, занимавших Ташелан в феврале 1919 года.
В 1929 году в селе была организована трудовая коммуна.

## Население
| 2002 | 2010 |
| ---- | ---- |
| 652  | ↗653 |

## Инфраструктура
Средняя общеобразовательная школа-интернат, дом культуры, библиотека, детский сад, фельдшерско-акушерский пункт, почтовое отделение.

## Экономика
Цех по переработке молока торговой базы Буркоопсоюза, сельхозкооперативы, личные подсобные хозяйства.

## Люди, связанные с селом
- Ширабон, Санжижаб Ширапович (1906—1938) — секретарь Бурят-Монгольского обкома комсомола, редактор газет «Буряад-Монголой γнэн» и «Восточно-Сибирский комсомолец», литературный критик. Учился в 1914—1917 годах в Ташеланской миссионерской школе.
- Ивакин, Георгий Гаврилович (1928—1991) — советский спортсмен-бегун, неоднократный чемпион и рекордсмен СССР, участник Олимпийских Игр 1952 года в Хельсинки.